# Archidendron vaillantii
Archidendron vaillantii är en ärtväxtart som först beskrevs av Ferdinand von Mueller, och fick sitt nu gällande namn av Ferdinand von Mueller. Archidendron vaillantii ingår i släktet Archidendron och familjen ärtväxter. IUCN kategoriserar arten globalt som nära hotad. Inga underarter finns listade i Catalogue of Life.